# 音波探査

音波探査（おんぱたんさ、英語: sonic prospecting）は、地震探査法の一種であり、地震波を使用して水底下の地質構造を調べる手法である。　

## 概要
地震探査法の一種として、水中の音波源を用い、 海底や湖沼底などの地質構造を調査する手法があり、これを「音波探査」という。主に、海底油田探査や海底活断層調査などに用いられている。音波を水底面に向けて発し、音響インピーダンス境界での反射・屈折を捉え、地質構造を調査する。

## 音源
音波探査の際に音源として使用される機器の例として、以下のようなものがある。
- スパーカー（水中放電を使用）
- エアガン（高圧空気を使用）
- ブーマ（振動板を使用）